# Ken Topalian
Kenneth James Topalian, detto Ken (Pawtucket, 5 luglio 1963), è un ex bobbista armeno.
Insieme al connazionale Joe Almasian, fu il primo sportivo a rappresentare l'Armenia dopo la ritrovata indipendenza dall'Unione Sovietica, partecipando alle Olimpiadi invernali del 1994 a Lillehammer, in Norvegia. Per tale motivo, pur non vincendo alcuna medaglia, venne considerato un eroe nazional-popolare nel paese caucasico.

## Biografia
Nato negli Stati Uniti d'America, Topalian praticò la corsa ad ostacoli alle scuole superiori, ma poi smise di fare sport durante gli studi presso l'Università del Rhode Island. Dopo la laurea, Topalian lavorò in un'autofficina. Dopo l'indipendenza dell'Armenia, lui e il suo amico Joe Almasian pensarono di creare una squadra nazionale di bob dell'Armenia per rappresentare il loro paese di origine alle Olimpiadi invernali del 1994 a Lillehammer, in Norvegia; furono ispirati dall'ex bobbista professionista Paul Varadian, che Topalian conobbe durante la frequentazione dell'Armenian Youth Federation (AYF). Dalla fine del 1992, Topalian e Almasian si sono allenati settimanalmente sulla pista olimpica di Lake Placid, seguiti dall'ex pilota statunitense di bob Jim Hickey. Due settimane prima dei Giochi, il governo armeno diede ad entrambi l'autorizzazione a rappresentare il paese. Il team olimpico armeno si piazzò al 36º posto della gara olimpica del bob a due. Dopo l'esperienza olimpica, Topalian si ritirò completamente dal settore sportivo e fondò diverse concessionarie di automobili e autofficine nel Rhode Island.